# Walldorf

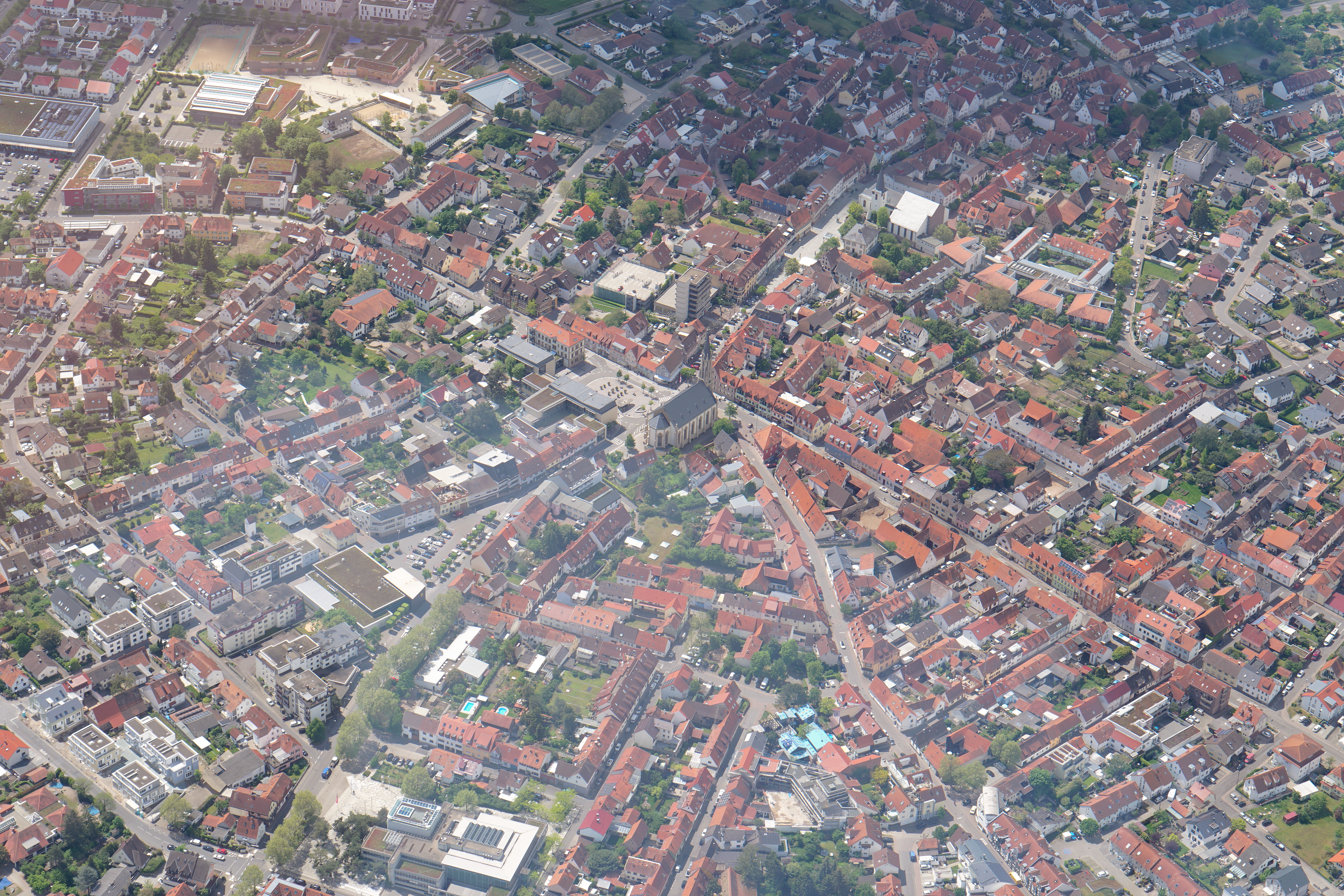
Das Zentrum von Walldorf

Walldorf (ⓘ) ist eine Stadt im Süden des Rhein-Neckar-Kreises in Baden-Württemberg. Mit der Nachbarstadt Wiesloch bildet sie ein Mittelzentrum in der Metropolregion Rhein-Neckar mit einem Einzugsbereich von etwa 60.000 Menschen.
Überregional bekannt ist Walldorf durch den Hauptsitz des Softwareunternehmens SAP und das Autobahnkreuz Walldorf.
Über den Walldorfer Auswanderer Johann Jakob Astor ist die Stadt indirekter Namensgeber der Waldorf-Astoria-Hotels und des Waldorfsalats sowie der Waldorf-Astoria-Zigarettenfabrik und der Waldorfschulen.

## Geographie
Walldorf gehört zur Metropolregion Rhein-Neckar und liegt in der Oberrheinischen Tiefebene zwischen dem Schwetzinger Hardt und Kraichgau.

### Nachbargemeinden
Folgende Gemeinden grenzen im Uhrzeigersinn an Walldorf, beginnend im Norden: Sandhausen, Leimen, Nußloch, Wiesloch, Sankt Leon-Rot und Reilingen.

## Geschichte

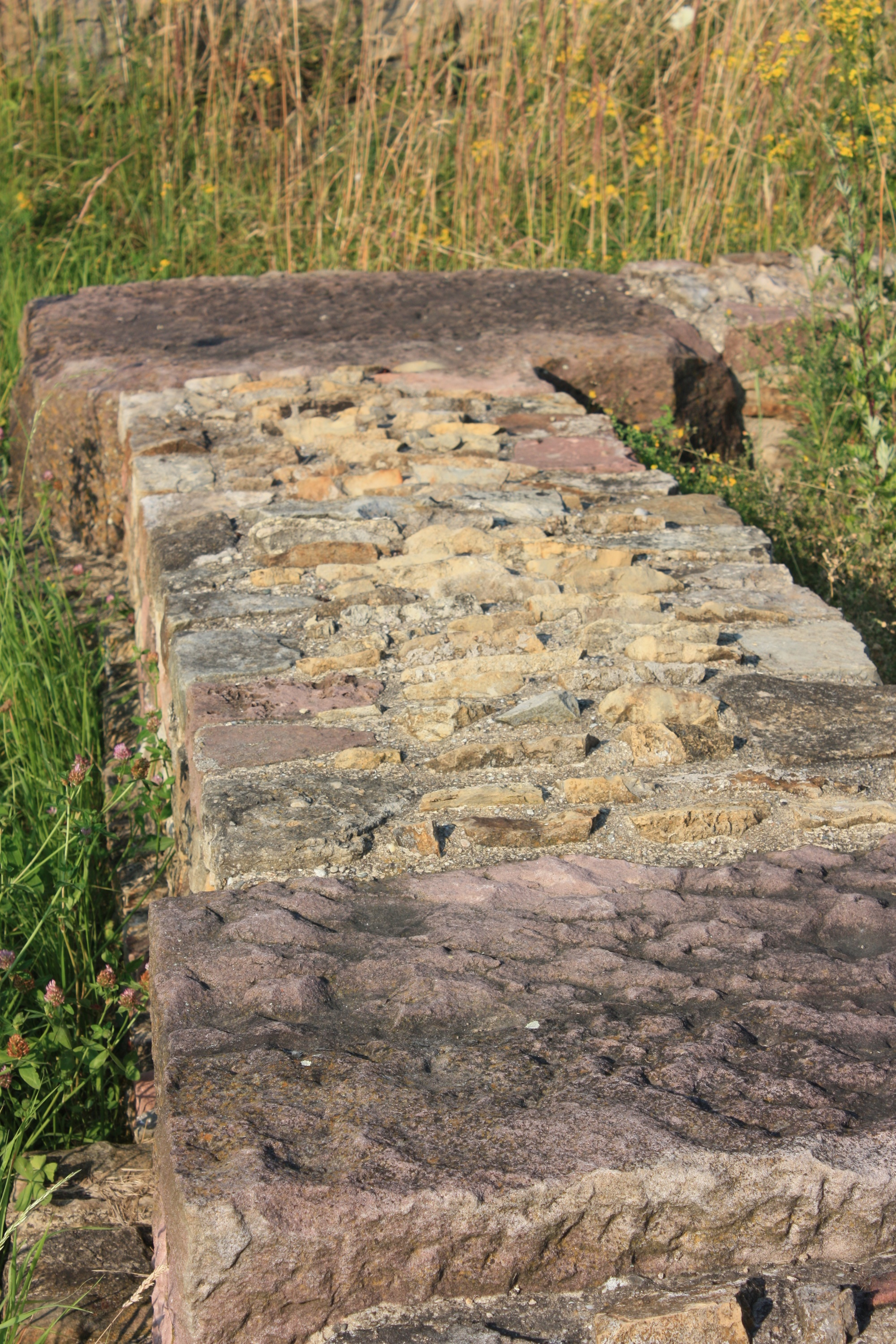
Reste der Villa Rustica wurden bei Straßenbauarbeiten 2001 freigelegt

Im Rahmen archäologischer Grabungen bei Walldorf wurden 2001/02 Reste einer römischen Domäne (Villa rustica) entdeckt. Der mit vier Hektar umfriedeter Hoffläche sehr große Hof dürfte der Versorgung römischer Truppen am Neckar-Odenwald-Limes gedient haben. Die Anlage wurde vermutlich im ersten Jahrhundert errichtet.
Walldorf wurde am 20. Oktober 770 anlässlich einer Schenkung an das Kloster Lorsch im Lorscher Codex als Waltdorf erstmals urkundlich erwähnt. Funde aus früher Zeit belegen allerdings, dass schon seit langem Menschen an dem Platz siedelten, an dem das spätere Dorf im Wald entstand.
Im Jahr 1230 erhielten die Pfalzgrafen Walldorf als Reichslehen. In den deutschen Bauernkriegen und im Dreißigjährigen Krieg wurde Walldorf Schauplatz von Kämpfen und Plünderungen. Im Pfälzischen Erbfolgekrieg von 1689 wurde es sogar vollständig zerstört und erst einige Jahre später wieder besiedelt. Wie in der ganzen damaligen Kurpfalz kamen vor allem Neusiedler bzw. hugenottische und waldensische Glaubensflüchtlinge, unter ihnen auch die Familie Astor.
1803 gelangte Walldorf zum Kurfürstentum Baden, aus dem 1806 das Großherzogtum Baden hervorging. Durch den Bau der Rheintalbahn von Mannheim nach Karlsruhe 1843 erlebte der Ort im 19. Jahrhundert einen wirtschaftlichen Aufschwung. Am 2. September 1901 verlieh Großherzog Friedrich I. Walldorf die Stadtrechte.
Während des Novemberpogroms 1938 wurde die Inneneinrichtung der Synagoge zerstört; NS-Anhänger demolierten auch Wohnungen der wenigen noch in Walldorf lebenden Juden und verbrannten es auf der Straße. Einige jüdische Einwohner wurden verhaftet, ins KZ Dachau deportiert und erst nach Wochen wieder freigelassen. Die verbliebenen jüdischen Bewohner deportierte man zunächst in „Judenhäusern“. An die Deportation jüdischer Bewohner Walldorfs, die bei der Wagner-Bürckel-Aktion im Oktober 1940 dann weiter nach Gurs verschleppt wurden, erinnern mehrere Stolpersteine.
Nach dem Zweiten Weltkrieg kam es 1946 zur Ansiedlung von rund 1000 Heimatvertriebenen. In den 1950er Jahren wurde ein zunächst 85 Hektar großes Industriegebiet ausgewiesen, in dem sich, beginnend mit dem Spritzgusswerk Paul Breitfeld, bis 1969 rund 70 Betriebe niedergelassen haben, darunter die Heidelberger Druckmaschinen. In den 1970er Jahren ließ sich auch die damals aufstrebende Softwarefirma SAP in Walldorf nieder.

## Politik

### Gemeinderat
Der Gemeinderat in Walldorf hat 22 gewählte ehrenamtliche Mitglieder. Hinzu kommt der Bürgermeister als stimmberechtigter Vorsitzender des Rats.
Die Kommunalwahl 2024 führte zu folgendem Ergebnis (in Klammern: Unterschied zu 2019):
| CDU   | 31,61 % (+2,6)  | 7 Sitze (+1) |
| SPD   | 22,7 % (−2,1)   | 5 Sitze (−1) |
| FDP   | 21,98 % (−2,2)  | 5 Sitze (±0) |
| Grüne | 18,79 % (−3,11) | 4 Sitze (−1) |
| ZFW   | 4,91 %          | 1 Sitz (+1)  |

Die Wahlbeteiligung lag bei 61,41 % (−2,59).

### Bürgermeister
Der Bürgermeister wird für acht Jahre direkt gewählt.
Stadtoberhäupter seit dem Zweiten Weltkrieg:
- 1945–1946: Hans Gärtner (KPD)
- 1946–1954: Wilhelm Schmelcher (CDU)
- 1954–1974: Wilhelm Willinger (FDP)
- 1974–1998: Jürgen Criegee (FDP)
- 1998–2011: Heinz Merklinger (CDU)
- 2011–2021:[7] Christiane Staab (CDU)
- seit 2021: Matthias Renschler (FDP)

### Wappen
Die Blasonierung des Wappens lautet: In Rot auf grünem Boden ein silberner Eichbaum mit Eicheln. Es geht zurück auf ein Siegel, das erstmals in der Mitte des 16. Jahrhunderts auftauchte. Es zeigt eine Eiche, die wahrscheinlich wegen des Ortsnamens Wald-Dorf gewählt wurde. Das Wappen, das Walldorf seit 1900 führte, zeigte eine Eichenstaude. Nach langen Bemühungen um eine Änderung, wurde schließlich 1967 wieder ein Wappen mit Eichbaum verliehen. Die Flagge Walldorfs ist Weiß-Rot.

### Städtepartnerschaften
Die Stadt Walldorf unterhält partnerschaftliche Beziehungen zu:
- Astoria, Vereinigte Staaten, seit 1963
- Kırklareli, Türkei, seit 1970
- Saint-Max, Frankreich, seit 1985
- Waldorf, Vereinigte Staaten, seit 2001
- Freeport im Nassau County, Vereinigte Staaten, seit 2003
- Meininger Stadtteil Walldorf, Deutschland, seit 2007

## Kultur und Sehenswürdigkeiten

### Bauwerke

#### Astorhaus

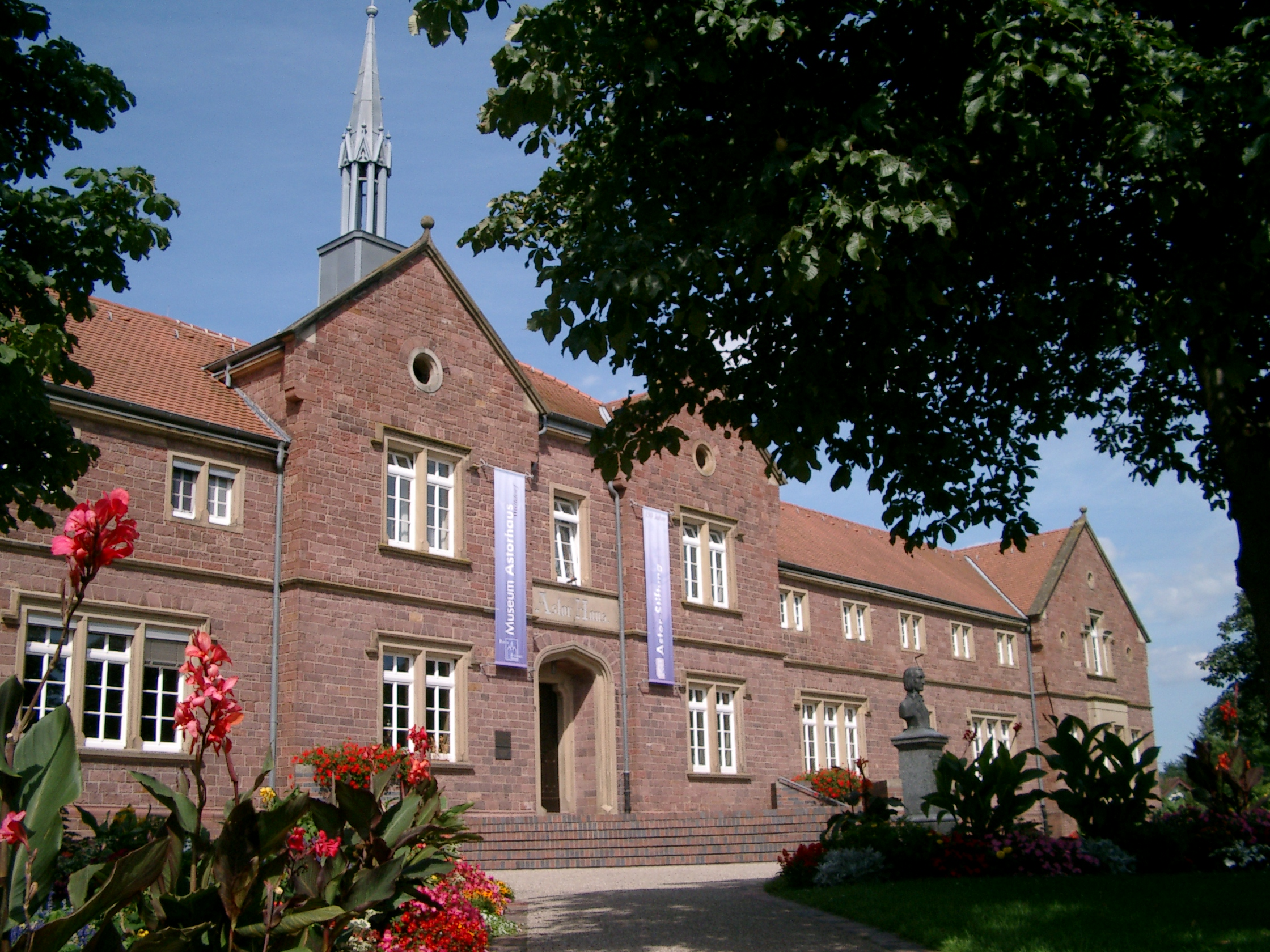
Astorhaus

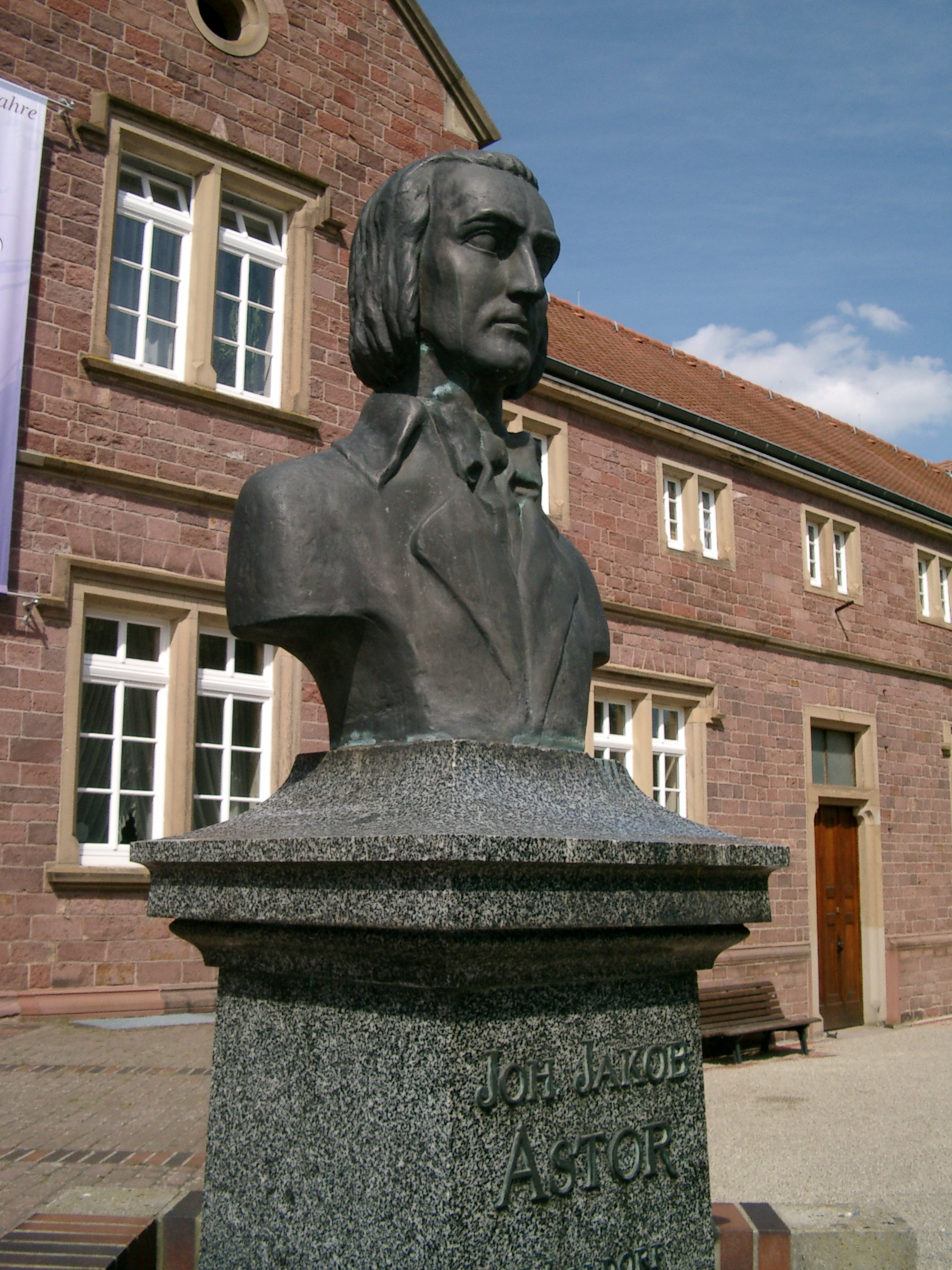
Johann-Jakob-Astor-Statue vor dem Astorhaus in Walldorf

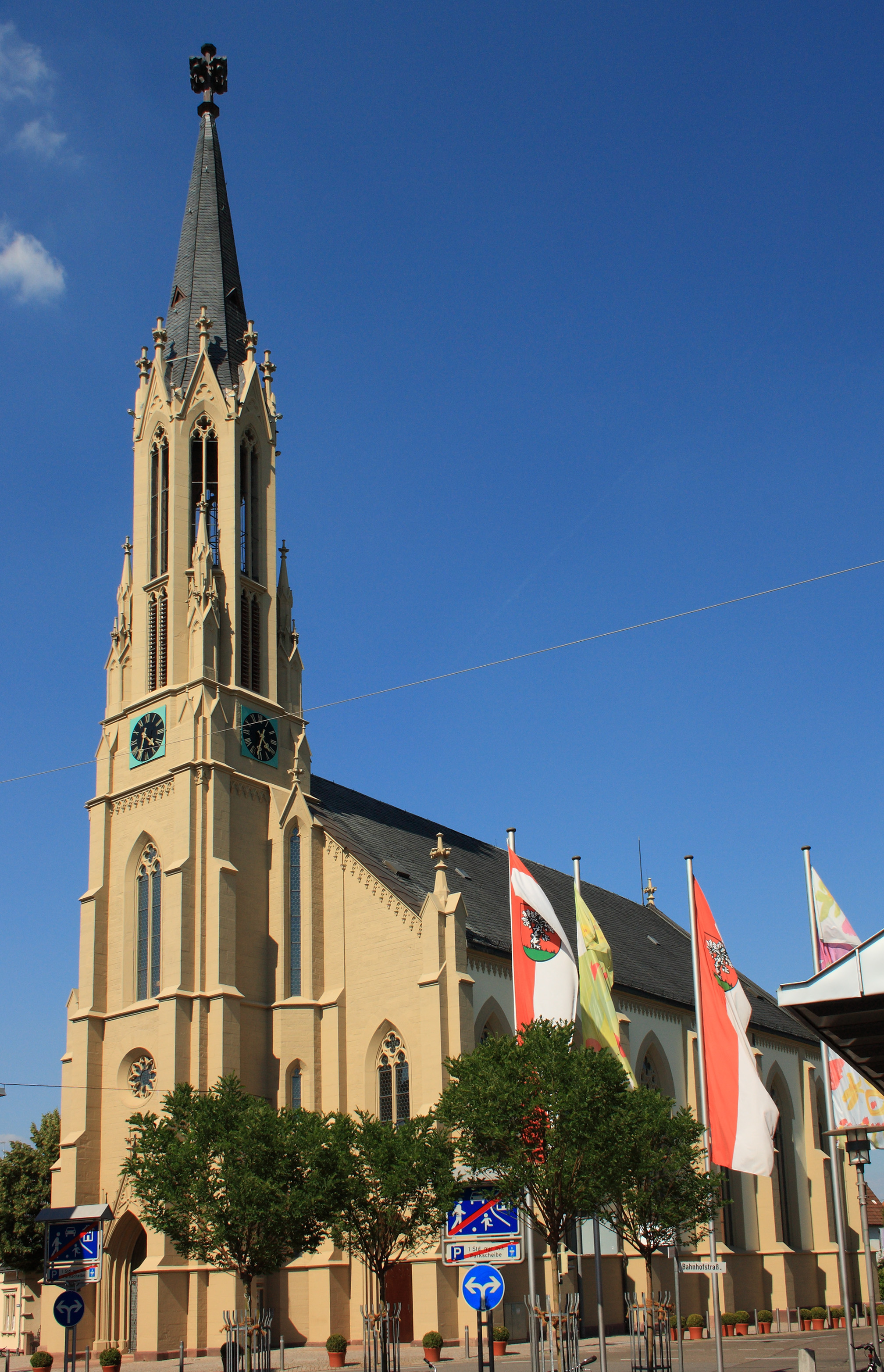
Evangelische Kirche

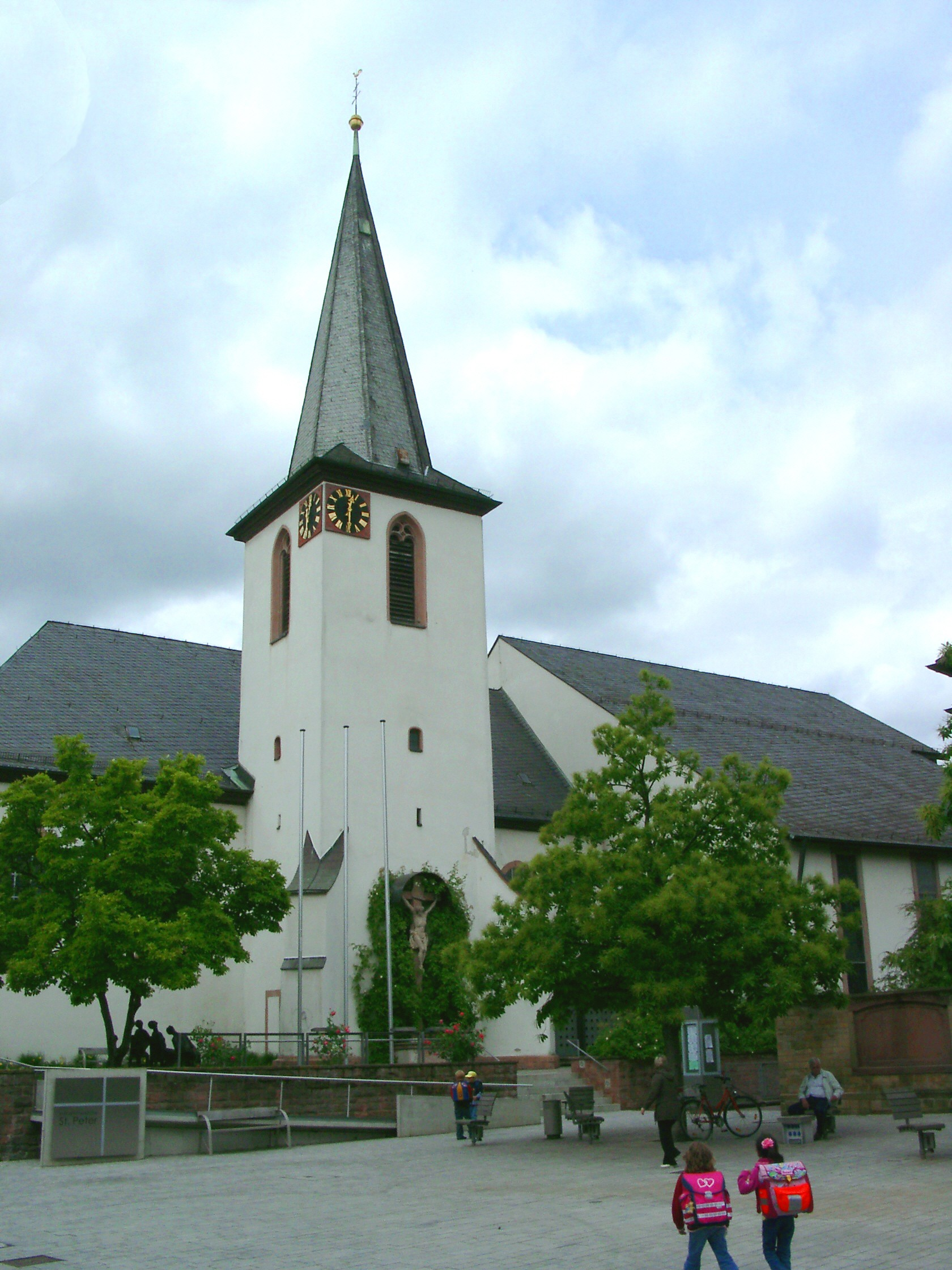
Katholische Kirche

Johann Jakob Astor hinterließ mit seinem Tod im Jahre 1848 seinem Heimatort Walldorf 50.000 Dollar als Spende für die Armen. Damit wurde nach Plänen des Weinbrenner-Schülers Ludwig Lendorff das Astorhaus errichtet, das am 9. Juli 1854 eingeweiht wurde. Bis 1936 diente das Gebäude als Armen- und Waisenhaus. Ab 1937 wurde das Haus vom Reichsarbeitsdienst genutzt, nach 1945 wurde es mit armen und kinderreichen Familien belegt. Bis 1972 befand sich hier auch ein Teil der Grundschule (1. und 2. Klasse), anschließend erfolgte die Nutzung des Gebäudes als Museum mit einer 400 m² großen Ausstellungsfläche. Der Kurpfalz-Raum des Museums dient seit den 1990er Jahren als Trauzimmer der Stadt. Im Westflügel des Astorhauses war ein Schülerhort untergebracht, der mittlerweile durch eine Kita ersetzt wurde.

#### Evangelische Kirche
Das im wörtlichen Sinne „überragende“ Baudenkmal der Stadt ist die Evangelische Stadtkirche. Sie wurde in den Jahren 1856 bis 1861 nach Plänen von Marperger und Brenzinger in neugotischem Stil als dreischiffige, sechsjochige Hallenkirche erbaut. Seit Ende 2008 wird die Kirchturmspitze nachts mit wechselnden Farben bestrahlt und erhält somit zusätzliche Wirkung. Im Inneren der Kirche sind noch Teile der originalen, zeitgenössischen Ausstattung zu sehen. Besonders bemerkenswert ist ein Altarbild mit Christus am Kreuz von Joseph Anton Nikolaus Settegast.

#### Katholische Kirche
Die spätbarocke römisch-katholische Kirche St. Peter wurde in den Jahren 1787 durch Baumeister Meßing unter der Verwendung alter Mauerteile eines Vorgängerbauwerks erbaut und 1961/63 erweitert. Im Zuge dieser Erweiterung schuf der Künstler Emil Wachter neue Glasfenster, ein Sandsteinmosaik an der Altarwand sowie ein farbiges Kieselmosaik im Altarraum. Bei einer weiteren Renovierung wurden 2010 drei zugemauerte Fenster an der Südseite der Kirche wieder geöffnet und ebenfalls von Wachter gestaltet. Sehenswert sind die aus dem 15. Jahrhundert stammenden und von Valentin Feuerstein renovierten Fresken im alten Glockenturm, die die vier Evangelisten Matthäus, Markus, Lukas und Johannes darstellen, außerdem das prunkvolle Wappen des 1716 bis 1742 regierenden Kurfürsten Karl III. Philipp.

#### Laurentiuskapelle
Ein historisches Kleinod ist die Laurentiuskapelle aus dem Jahr 1783. Sie ist wohl der Nachfolgebau einer 1764 abgerissenen gotischen Schlosskapelle und gehört mit der danebenstehenden Börse, einem Fachwerkbau des 18. Jahrhunderts, zu den wenigen noch vorhandenen Resten der ehemaligen Hofanlage der Herren von Sickingen. Möglicherweise rühren die großen Kelleranlagen noch von der mittelalterlichen Burg her. Seit ihrer Restaurierung dient die Kapelle als Domizil für Konzerte und Ausstellungen.

#### Alte Synagoge
Nur wenige Meter entfernt im Oberdorf befindet sich die ehemalige Synagoge, die 1716 als reformierte Kirche errichtet wurde. Im Jahr 1861 erwarb die jüdische Gemeinde die Kirche, das Gebäude diente dann bis zur Verwüstung durch SA-Männer beim Novemberpogrom 1938 der Jüdischen Gemeinde als Synagoge. Von 1954 bis 2018 nutzte die Neuapostolische Gemeinde das Gebäude. Mittlerweile befindet es sich wieder im Besitz der Stadt Walldorf.

### Musik

#### Konzerte der Stadt Walldorf
Seit 1968 besteht die Veranstaltungsreihe „Konzerte der Stadt Walldorf“, die zunächst von dem Schriftsteller Konrad Winkler organisiert wurde. Nach dessen Tod 1994 übernahm der Dirigent und frühere Rektor der Mannheimer Musikhochschule Gerald Kegelmann die Leitung der Konzerte und den Posten eines städtischen Musikbeauftragten.
Zur Saison 2019/20 übernahm der Komponist, Musikwissenschaftler und Dirigent Timo Jouko Herrmann den Posten. Seit 2009 gibt es zur Erweiterung des Konzertlebens zudem das themenbezogene kommunale Festival „Walldorfer Musiktage“, bei dem vor allem größer besetzte musikalische Werke zur Aufführung kommen, darunter auch Opern von Georg Friedrich Händel, Henry Purcell und Antonio Salieri.

#### Kirchenmusik
1990 wurde der ökumenische Arbeitskreis „Walldorfer Kirchenmusiken“ gegründet, der seitdem jährlich mehrere geistliche Konzerte in den Walldorfer Kirchen und Gemeindehäusern organisiert. Die Zusammenarbeit mit Studierenden und Absolventen der Hochschule für Kirchenmusik Heidelberg und der Hochschule für Musik und Darstellende Kunst Mannheim bildet hierfür eine wichtige Grundlage.

#### Musikverein Stadtkapelle Walldorf
Einer der ältesten und größten Vereine Walldorfs ist der Musikverein Stadtkapelle Walldorf 1868 e. V. Drei Jahre nach Gründung von Freiwilliger Feuerwehr und eines Männergesangvereins wurde er von Männern aus Arbeiter- und Handwerkerkreisen ins Leben gerufen.

### Sport
Walldorf war während der Fußball-Weltmeisterschaft 2006 Gastgeber der Nationalmannschaft von Costa Rica (9. Juni bis 21. Juni). Das Team logierte im Holiday Inn-Hotel.

#### VC Walldorf
Im Jahre 1986 wurde der Volleyball-Club Walldorf e. V. gegründet. Er bietet verschiedene Mannschaften von der Jugend über Freizeitvolleyball bis zu den Wettkampfmannschaften der Damen und Herren an. Die erste Mannschaft der Herren spielt dabei in der Saison 2023/2024 erstmals in der Verbandsliga. Die Teilnahme an Freiluftturnieren und Beachvolleyball gehören auch zum Vereinsleben.

#### SG Walldorf-Astoria
Die erste Handballabteilung gab es bereits im Jahre 1924. Die A-Jugend wurde in der Spielrunde 1969/70 Deutscher Hallenhandball-Meister, die Herrenmannschaft spielte ab 1972 in der Badischen Oberliga und errang 1975/76 den Titel des Badischen Meisters im Hallenhandball. In der Mitte der 1980er Jahre war der sportliche Höhepunkt das Erreichen der Landesliga. Die B-Jugend erreichte 1990/91 die Badenliga, gleiches galt für die A-Jugend in der Spielrunde 1997/98.
1991, 1997 und 1998 gewann die erste Herrenmannschaft den Kreispokal.
Das „starke Geschlecht“ im Walldorfer Handball sind allerdings die Damen: 1982 Meister der Oberliga Baden, 1984, 2001 und 2002 Badischer Pokalsieger, 1977, 1990, 1994 und 1996 Badischer Jugend-Meister sowie 2005 Aufsteiger in die Baden-Württemberg-Oberliga, der sie zwei Jahre angehörten. In der Saison 2008/09 errangen sie in der Badenliga (ehemals Oberliga Baden) die Meisterschaft, während die Herren in der zweiten Division (2. Kreisliga) Platz zwei belegten.
Die Heimspiele wurden seit 1961 in der vereinseigenen Astoria-Halle ausgetragen. Seit 2008 finden die Spiele der Walldorfer Handballer in der neuen Walldorfer Sport- und Mehrzweckhalle statt.

#### FC-Astoria Walldorf
Der 1995 durch den Zusammenschluss des 1. FC 08 Walldorf und der Fußballabteilung der SG Walldorf Astoria 02 entstandene reine Fußballverein FC-Astoria Walldorf gewann 2007 die Meisterschaft der Verbandsliga Nordbaden und stieg damit in die Oberliga Baden-Württemberg auf. Seit der Saison 2014/15 spielt der FC Astoria Walldorf in der Regionalliga Südwest.

#### VfR Walldorf
1996 wurde der eher lokal agierende, reine Fußballverein VfR Walldorf gegründet. Der VfR Walldorf war 2014 Meister in der Kreisklasse A.

#### Lateinformation der Tanzschule Kronenberger
Die Lateinformation der Tanzschule Kronenberger ist die erfolgreichste Tanzschulformation innerhalb des Deutschen Amateur Turnieramtes. Dem ersten Deutschen Meistertitel im Jahr 2005 folgten zweite Plätze 2006 und 2007 sowie alle folgenden Meistertitel von 2008 bis 2019. Zuletzt gewann die Lateinformation im Jahr 2022 den Deutschen Meistertitel.

#### Budo Club Walldorf
Im Jahr 1991 wurde der Budo Club Samurai Astoria Walldorf e. V. gegründet. Überregionale Bekanntheit erlangte der Verein durch den Ehrenvorsitzenden und Mitgründer Heinz Lamadé, welcher als einer von nur zwei Deutschen mit dem 10. Dan in Ju-Jutsu auszeichnet wurde und bereits Bundestrainer in Ju-Jutsu war. Der Verein bietet mehrmals pro Woche Trainingseinheiten in Judo und Ju-Jutsu an. Diese finden in der Astoria Halle statt.

## Wirtschaft und Infrastruktur

### Wirtschaft

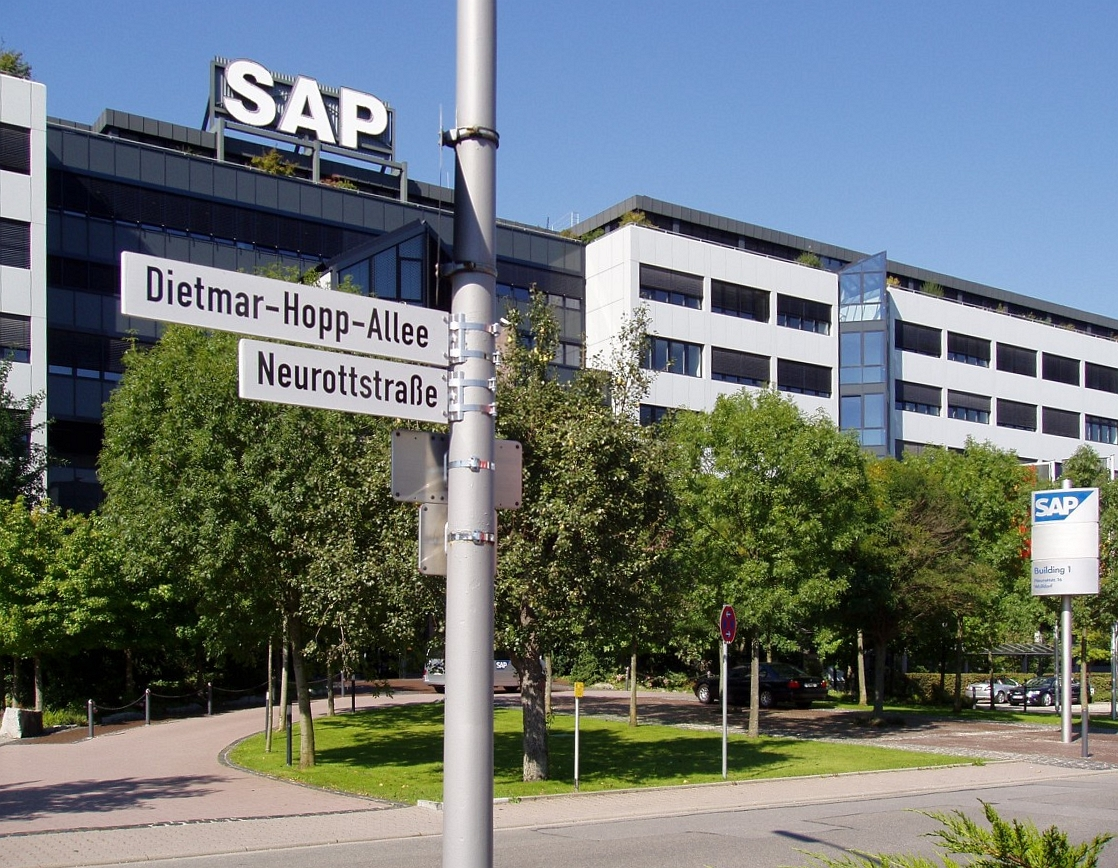
SAP

Bis zum Ende des 19. Jahrhunderts war Walldorf ein Bauerndorf. Hopfen, Tabak und auch Spargel wurden angebaut. Dann wandelte sich der Charakter des Ortes langsam zu einem Handelsplatz für Agrarprodukte. Spargel wird allerdings noch heute angebaut und von vielen Spargelbauern auch direkt vermarktet.
Heute gibt es in Walldorf etwa so viele Arbeitsplätze wie Einwohner, nämlich mehr als 14.500. Damit ist die Stadt ein Magnet für das gesamte Umland. Die wichtigsten Branchen sind Informationstechnik (SAP), Druckindustrie (Heidelberger Druckmaschinen), Einrichtungsartikel (IKEA), Farben und Lacke, Schmierstofftechnik, Baugewerbe, Dienstleister und Musikbedarf (session GmbH).
Größter Arbeitgeber der Stadt ist das international tätige Softwareunternehmen SAP, das hier seinen Hauptsitz hat. Ein weiterer großer Arbeitgeber ist die Heidelberger Druckmaschinen AG („Heideldruck“), die mit ihrem Werk Wiesloch und über 5.600 Mitarbeitern im Industriegebiet Walldorf/Wiesloch ansässig ist. Direkt an der A 5 befindet sich eine IKEA-Filiale. Die Walldorfer Firmenumgebung ist geprägt von Software-, Hardware- und Maschinenbau.

### Verkehr

#### Straßenverkehr
Walldorf liegt an der Bundesautobahn 5 (Anschlussstelle Walldorf/Wiesloch) und unweit der A 6 (Anschlussstelle Wiesloch/Rauenberg) und hat somit direkten Anschluss an die europäischen Fernstraßen E 35 und E 60.
Die Bundesstraßen 39 und 291 verlaufen durch die Stadt. Die Entfernung nach Heidelberg beträgt 15 km und nach Mannheim 30 km.

#### Öffentlicher Verkehr
Walldorf verfügt über ein umfangreiches ÖPNV-Angebot.
Der Bahnhof Wiesloch-Walldorf liegt am Ostrand des Walldorfer Industriegebiets an der Baden-Kurpfalz-Bahn Heidelberg–Karlsruhe. Es halten Züge des Fern- (Intercity Express und Intercity) und Regionalverkehrs. Der ICE aus Karlsruhe hält mit der Linie 26 ebenfalls im Zwei-Stunden-Takt in Wiesloch-Walldorf und sorgt in nördlicher Richtung für eine direkte, schnelle Zugverbindung nach Hamburg über Frankfurt und Hannover.
Der Bahnhof ist außerdem in das S-Bahn-Netz der S-Bahn RheinNeckar integriert, die Linien S3 und S4 stellen halbstündliche Verbindungen in Richtung Heidelberg/Mannheim und Bruchsal/Karlsruhe her.
Innerörtliche Anschlüsse bietet das gemeinsam mit der Nachbarstadt Wiesloch betriebene Stadtbusnetz mit 13 Stadt- und Regionalbuslinien. Ab 1902 stellte eine Pferdebahn die Verbindung vom Bahnhof zur Stadt her. 1907 elektrifiziert, war die Städtische Straßenbahn Walldorf bis 1. August 1954 in Betrieb. An Wochenenden und Feiertagen gibt es auch noch eine Anbindung durch eine Nachtbuslinie zwischen Heidelberg und Walldorf. Es gibt jeweils eine Fahrt um 0:45 Uhr, 1:45 Uhr, 2:45 Uhr und 3:45 Uhr.
Der Nahverkehr im Stadtgebiet und der näheren Umgebung ist in den Verkehrsverbund Rhein-Neckar (VRN) eingebunden, südlich von Bad Schönborn gelten hingegen die Tarifbestimmungen des Karlsruher Verkehrsverbundes (KVV).
Die Gemeinde Walldorf führte im Januar 2022 einen Nulltarif im Ortsverkehr ein. Zum Januar 2025 wird die Regelung allerdings ausgesetzt, weil der VRN und die Verkehrsunternehmen laut Gemeinderat „intransparent“ abgerechnet hätten. Diese hätten etwa 300.000 Euro Fahrgeldausfälle geltend gemacht, ohne einen Nachweis über die Zahl der beförderten Fahrgäste zu erbringen. Diese Kosten seien fünf- bis sechsmal so hoch wie prognostiziert, weshalb 2025 vorläufig ein Ortstarif zu 1 Euro pro Fahrt gilt.
Die Fraktionen im Gemeinderat halten sich ausdrücklich offen, 2026 wieder einen Nulltarif einzuführen. Als Bedingung stellen sie die Ausstattung der Busse mit Fahrgastzählsystemen, um den Tarif transparent abrechnen zu können.

#### Radverkehr
Durch eine Alltagsroute aus dem Radnetz Baden-Württemberg ist Walldorf über Oftersheim mit Schwetzingen und in der anderen Richtung mit Wiesloch verbunden. 
Durch die Stadt verläuft der Odenwald-Madonnen-Radweg. Er führt ab Tauberbischofsheim durch den Odenwald bei Hardheim, Walldürn und Buchen, das Neckartal bei Mosbach, Eberbach und Heidelberg bis in die Rheinebene über Leimen, Nußloch nach Walldorf und weiter über Reilingen, Neulußheim und Altlußheim nach Speyer.
Walldorf ist Mitglied der AGFK (Arbeitsgemeinschaft Fahrrad- und Fußverkehrsfreundlicher Kommunen) in Baden-Württemberg und hat die „Qualitätsstufe“ für eine fahrradfreundliche Kommune erreicht.

#### Flugverkehr
Der nächstgelegene Flugplatz ist der Flugplatz Mannheim, von wo aus werktags Linienverbindungen nach Berlin und Hamburg bestehen. In Walldorf selbst gibt es ebenfalls den Flugplatz Walldorf, welcher direkt am östlichen Stadtrand liegt. Dieser ist mit einer Graspiste ausgestattet und wird hauptsächlich von Freizeitfliegern genutzt.

### Bildung
- Gymnasium Walldorf
- Theodor-Heuss-Realschule
- Waldschule (Grund- und Werkrealschule)
- Schillerschule (Grundschule)
- Sambugaschule (Sonderpädagogisches Bildungs- und Beratungszentrum mit Förderschwerpunkt Lernen)

### Friedhof
Der Allgemeine Friedhof dient allen Konfessionen wie auch nichtkonfessionell gebundenen Bürgern als Begräbnisstätte. Seit 1985 erinnern Gedenktafeln bei der Friedhofshalle an das Schicksal der früheren jüdischen Einwohner. Der jüdische Friedhof wurde von 1880 bis 1940 genutzt.

### Medien
Die regionale Tageszeitung ist die Heidelberger Rhein-Neckar-Zeitung. Zudem erscheint wöchentlich die Walldorfer Rundschau, welche sich überwiegend auf Nachrichten aus Walldorf und der näheren, umliegenden Region fokussiert.

## Persönlichkeiten
- Otwin Becker (* 16. Oktober 1932 in Darmstadt; † 17. Dezember 2020), Volkswirt und Mathematiker, ordentlicher Professor für Volkswirtschaftslehre (Wirtschaftstheorie) an der Universität Heidelberg, lebte in Walldorf.

## Söhne und Töchter der Stadt
- Joseph Anton Sambuga (1752–1815), katholischer Theologe und Erzieher des späteren bayerischen Königs Ludwig I.
- Georg Peter Astor (1752–1813), wanderte nach England aus und gründete in London eine Musikinstrumentenmanufaktur, u. a. für Holzblasinstrumente und Klaviere
- Johann Heinrich (Henry) Astor (1754–1833), kam als hessischer Soldat nach New York, war ab 1776 Metzger in der Bowery in Manhattan, hinterließ kinderlos seinem Neffen William Backhouse Astor mindestens eine Million Dollar.
- Johann Jacob Astor (1763–1848), emigrierte nach Amerika und wurde durch Fellhandel und Immobilien zum reichsten Mann seiner Zeit
- Fritz Schütz (1833–1888), deutschamerikanischer Prediger und Schriftsteller
- Gustav Hartmann (1875–1940), Politiker (Zentrum), gehörte von 1913 bis 1933 dem badischen Landtag an
- Emil Reisser (1878–1943), Denkmalpfleger
- Sali Levi (1883–1941), letzter Rabbiner der alten jüdischen Gemeinde von Mainz
- Konrad Zahn (1891–1980), Politiker (NSDAP), Landtags- und Reichstagsabgeordneter
- Mathias Heß (1899–1967), Kunstmaler und Autor
- Willi Eichhorn (1908–1994), Ruderer, Olympiasieger im Zweier ohne Steuermann
- Karl Heinrich Wörner (1910–1969), Musikwissenschaftler und Autor
- Wilhelm Willinger (1914–2002), Landtagsabgeordneter der FDP/DVP in Baden-Württemberg und Bürgermeister von Walldorf
- Kurt Klein (1920–2002), Emigrant, befreite als Ritchie Boy die weiblichen Häftlinge eines Todesmarsches
- Arnim Töpel (* 1959), Kabarettist und Musiker
- Achim Köhler (* 1964), Politiker (AfD)
- Timo Jouko Herrmann (* 1978), Komponist, Musikwissenschaftler und Dirigent
- Isabel Hecker (* 1979), Fernseh- und Hörfunkjournalistin, Moderatorin der Sendung „Kopfball“ in der ARD
- Lydia Möcklinghoff (* 1981), Zoologin und Autorin